# Hiroki Shinjo
Hiroki Shinjo (新條 宏喜 Shinjo Hiroki?), född 28 april 1973 i Tokyo prefektur, är en japansk före detta fotbollsspelare.
Shinjo började sin karriär 1996 i Tokyo Gas (FC Tokyo). Han avslutade karriären 1999.